# 拉格朗日不變量
拉格朗日不變量（英語：Lagrange invariant），是光學系統中對於光傳播的量測，定義為
{\displaystyle H=n{\overline {u}}y-nu{\overline {y}}}
其中y和u為邊緣光線的高度及角度，而ȳ及ū為主光線的高度及角度。n為環境的折射率。為了不要和別的物理量混淆，有時會用符號Ж來代替H。 Ж2和光學系統的通量成正比（和光学扩展量有關）。對於一光學系統，拉格朗日不變量在所有的空間中均為不變量，因此在折射及光傳播後，拉格朗日不變量都不會改變。
光學不變量（optical invariant）是拉格朗日不變量的延伸，利用二個光線的高度及角度計算而得。對這些光線而言，光學不變量在所有空間中都是定值。